# Cyberforum
Das Cyberforum e.V. (Eigenschreibweise CyberForum e.V.) ist ein gemeinnütziger Verein, der sich auf den Wissenstransfer und Erfahrungsaustausch zwischen Unternehmensgründern, Wachstumsunternehmen und erfahrenen Unternehmern, Hochschul- und Forschungseinrichtungen sowie Städten und Gemeinden konzentriert. Der Verein tritt primär als Netzwerk für Unternehmen der Hightech- und IT-Branche in der Technologieregion Karlsruhe auf und bezeichnet sich selbst als „Hightech.Unternehmer.Netzwerk“. Das Cyberforum ist regional, aber auch überregional und international als Netzwerk und im Rahmen diverser Kooperationen aktiv. Aufgrund seiner Größe von mehr als 1.200 Mitgliedern und seines Aktivitätsgrades kann sich das Netzwerk als führendes IT-Netzwerk in Europa bezeichnen.

## Mitglieder und Vereinsstruktur
Das Netzwerk des Cyberforums umfasst etwa 1200 Mitglieder aus dem Großraum Karlsruhe. Dabei sind sowohl Startups und kleine Unternehmen, Mittelständler, aber auch große Unternehmen unter den Mitgliedern. Der Großteil der Mitglieder ist der IKT-Branche zuzuordnen. Weiterhin sind Städte und Gemeinden, Institutionen, Forschungseinrichtungen sowie Universitäten und Hochschulen Mitglieder des Netzwerks.
Der Verein trägt sich durch Mitgliedsbeiträge, Beiträge von Förderern und Sponsoren, sowie durch projektbezogene Fördermittel. Gefördert wird er durch die Hoepfner Stiftung, die Stadt Karlsruhe, die Stadt Bruchsal sowie den Landkreis Karlsruhe.
Geschäftsführer des Cyberforums ist seit 2007 David Hermanns. Der ehrenamtliche Vorstand des Vereins setzt sich aus Persönlichkeiten der Wirtschaft, Politik und Verwaltung zusammen und wird durch die Mitgliederversammlung gewählt. Der geschäftsführende Vorstand ist mit acht Personen besetzt, der Gesamtvorstand umfasst weitere zehn Personen. Vorstandsvorsitzender ist seit 2010 Matthias Hornberger, Mitglied des Geschäftsführung der Atevia AG und der Kizoo Technology Ventures.

## Geschichte
Das Cyberforum wurde am 4. Juli 1997 von zehn Partnern aus Wissenschaft, Forschung, Wirtschaft, Verwaltung und dem Finanzbereich zunächst in Form einer öffentlich-privaten Partnerschaft gegründet. Initiator war Friedrich Georg Hoepfner. Die Gründungsmitglieder waren die Vollack Management- und Beteiligungs-GmbH & Co., der Multimedia Verband Baden-Württemberg, die Sparkasse Karlsruhe, die Volksbank Karlsruhe eG, die Privatbrauerei Hoepfner GmbH & Co. KG, die Fachhochschule Karlsruhe – HfT (heute Hochschule Karlsruhe), die Universität Karlsruhe (heute KIT), das FZI Forschungszentrum Informatik, die Forschungszentrum Karlsruhe GmbH (heute KIT) und die Stadt Karlsruhe.
In den Anfangsjahren konzentrierte sich die Arbeit des Vereins vorwiegend auf die Unterstützung junger Unternehmer bei deren Existenzgründung. Ein Teil der Arbeit wurde dabei durch das Modellprojekt „Gründerverbunde auf dem Campus“ des Landes Baden-Württemberg abgedeckt. Das Cyberforum hatte die Funktion, Gründer zu beraten und Fördergelder des Landes in Form von Zuschüssen für die Erstellung von Prototypen an ausgewählte Gründer weiterzuleiten. Daran anschließend erfolgte die ähnlich aufgebaute Gründerberatung im Rahmen des „KEIMforums“, einer Kooperation der Bundesinitiative „KEIM“ und dem Cyberforum. Das Projekt „KEIM“ (Karlsruher Existenzgründungs Impuls) wurde initiiert, um Entrepreneurship an Hochschulen zu verbreiten. Beide Projekte waren stark auf die Zusammenarbeit von Hochschulen, Forschungsbetrieben und Fachschaften ausgerichtet und sollten dadurch ein positives Gründerklima an den Hochschulen schaffen.
Über die Jahre wuchsen sowohl die Mitgliederzahl, als auch das Aufgabenspektrum des Cyberforums.
Im Jahr 2010 beteiligte sich das Cyberforum für die Region Nordbaden an der Bewerbung des Software-Clusters „Softwareinnovationen für das digitale Unternehmen“, der in Darmstadt koordiniert wird. Der Cluster gewann den Spitzencluster-Wettbewerb der Bundesregierung.
2011 wurde die Cyberforum Service GmbH gegründet, eine 100-%-Tochter, die Dienstleistungen wie zum Beispiel Hilfe bei der Erstellung von Förderanträgen und beim [Clustermanagement] anbietet und es somit ermöglicht, zwischen gemeinnützigen und wirtschaftsfördernden Projekten zu trennen.
Im Jahr 2013 ging das Cyberlab an den Start. Start der Initiative Open IT. Ebenfalls im Jahr 2013 wurde das Cyberforum als bestes Cluster in Baden-Württemberg und als das führende IT-Netzwerk Europas ausgezeichnet sowie mit dem „Cluster Management Excellence Label Gold“ der European Cluster Excellence Initiative gewürdigt.
Seit 2015 betreibt das Cyberforum eine Zweigstelle zur Beratung von Gründungsinteressierten im ELAN Gründerzentrum in Baden-Baden.
Eine weitere Errungenschaft konnte das Cyberforum im Jahr 2021 vorweisen, als das neue Gründer- und Wachstumszentrum, der Smart Production Park (SPP), in der Karlsruher Oststadt eröffnet wurde.
Das 25-jährige Jubiläum feierte der Verein im Jahr 2022.
Das Cyberforum ist zudem Mitglied der Initiative „go-cluster“ des Bundesministeriums für Wirtschaft und Technologie.